# Józef Ignacy Kraszewski
Jozef Ignacij Kraszewski, poljski pisatelj, novinar, zgodovinar in slikar * 28. julij 1812, Varšava † 19. marec 1887, Ženeva.  

## Življenje
Kraszewski je bil plemiški sin. Na Univerzi v Vilni je študiral od leta 1829 do leta 1830, ko je bil zaprt zaradi sodelovanja v ilegalni poljski patriotski organizaciji. Po izgonu iz Kraljevine Poljske leta 1863 je živel v Dresdnu do leta 1884. Vse življenje je bil aktiven novinar in pisatelj. Že bolan za rakom je leta 1887 zbolel še za pljučnico in v Ženevi umrl. Od tod je bilo njegovo truplo prepeljano v Krakov.

## Delo
Napisal je preko 600 del, najbolj znan pa je po romanih. Več od Kraszewskega je o zgodovini Poljske napisal leposlovnega le še Nobelov nagrajenec Henryk Sienkiewicz.
- Całe życie biedna
- Caprea i Roma
- Cet czy licho?
- Kopciuszek
- Listy do rodziny
- Lublana
- Nad modrym Dunajem
- Nera
- Pan na czterech chłopach
- Pod Blachą: powieść z końca XVIII wieku
- Poeta i świat
- Rzym za Nerona
- Serce i ręka
- Stara baśń
- Stańczykowa kronika od roku 1503 do 1508

V slovenščino sta prevedeni dve deli Kraszewskega:
- Graščák i oskrbnik (igrokaz v štireh dejanjih, prevedel Josip Nolli, izšlo leta 1869 pri Dramatičnem društvu (izvirni naslov Stare Dzieje)
- Koča za vasjó povest, prevedel Leopold Gorenjec, izšlo 1886 pri Matici slovenski (izvirni naslov: Chata za wsią)

## Odmevi v slovenskem prostoru
- avtor. naslov članka. Ljubljanski zvon 1/11 (1881). 646. dLib
- Novice gospodarske, obertnijske in narodske - članek, objavljeno 1870, tečaj 28, List 42, str. 341.
- Ljubljanski zvon - članek, objavljeno 1912, letnik 32, številka 3, str. 197.
- Ljubljanski zvon - članek, objavljeno 1884, letnik 4, številka 1, str. 190-191.